# Sans visa
Pour l’article homonyme, voir Visa.
Albums de Soolking
Vintage
(2020)
Singles
1. Fada
Sortie : 4 juin 2021
2. Bye Bye (feat. Tayc)
Sortie : 10 septembre 2021
3. Lela (feat. Rim'K)
Sortie : 16 novembre 2021
4. Suavemente
Sortie : 23 février 2022
5. Askim (feat. Reynmen)
Sortie : 13 mai 2022
6. Balader (feat. Niska)
Sortie : 22 juin 2022
7. Baila (feat. Kendji Girac)
Sortie : 13 juillet 2022

Sans visa est le troisième album studio solo du chanteur et rappeur algérien Soolking sorti le 27 mai 2022 sur le label Affranchis Music de Sofiane.

## Genèse
Le 4 juin 2021, Soolking sort son nouveau single Fada. Le 5 juin, il dévoile le clip de Fada.
Le 10 septembre 2021, Bye Bye avec Tayc, accompagné d'un clip. 
Le 23 février 2022, il dévoile Suavemente comme premier extrait de Sans visa, basé sur le single d'Elvis Crespo. Il fut numéro 1 du Top Singles et certifié single de diamant.
Le 13 mai 2022, il sort un nouveau single intitulé Askim en collaboration avec Reynmen.
L'album Sans visa est dévoilé le 27 mai 2022 et est en collaboration avec Heuss l'Enfoiré, Kendji Girac, Naps, Niska, Reynmen, Rim'K, Tayc.
Le clip de Balader avec Niska sort le 22 juin 2022. Le titre est certifié single de platineet atteint 100 millions de vues sur la plateforme YouTube.

## Liste des pistes
| Sans visa | Sans visa                     | Sans visa                      | Sans visa            | Sans visa | Sans visa | Sans visa | Sans visa | Sans visa | Sans visa |
| No        | Titre                         | Auteur                         | Compositeur(s)       | Durée     |           |           |           |           |           |
| --------- | ----------------------------- | ------------------------------ | -------------------- | --------- | --------- | --------- | --------- | --------- | --------- |
| 1.        | Kurt Cobain                   | Soolking                       | Yann Dakta & Rednose | 2:39      |           |           |           |           |           |
| 2.        | Balader (feat. Niska)         | Soolking                       | MKL                  | 2:56      |           |           |           |           |           |
| 3.        | Suavemente                    | Elvis Crespo, Soolking         | Scar, Voluptyk       | 2:39      |           |           |           |           |           |
| 4.        | Sel3a (feat. Naps)            | Soolking, Naps, Kalif Hardcore | JY Prod, Seysey      | 2:49      |           |           |           |           |           |
| 5.        | Fiesta                        | Soolking                       | DIIAS                | 2:27      |           |           |           |           |           |
| 6.        | Reste (feat. Heuss l'Enfoiré) | Soolking, Heuss L’enfoiré      | Yans Beat            | 3:02      |           |           |           |           |           |
| 7.        | Parano                        | Soolking                       | Bujaa Beats          | 2:38      |           |           |           |           |           |
| 8.        | Askim (feat. Reynmen)         | Soolking, Reynmen              | Bujaa Beats          | 2:53      |           |           |           |           |           |
| 9.        | Maria                         | Soolking                       | P3GASE               | 3:19      |           |           |           |           |           |
| 10.       | Baila (feat. Kendji Girac)    | Soolking, Kendji Girac         | Koston               | 2:25      |           |           |           |           |           |
| 11.       | Automatique                   | Soolking                       | MKL                  | 2:46      |           |           |           |           |           |
| 12.       | Ya lbahri                     | Soolking                       | Chefi, Toto Beats    | 3:14      |           |           |           |           |           |
| 13.       | Sans visa                     | Soolking                       | Zino, Chefi          | 3:25      |           |           |           |           |           |
| 14.       | Paccino                       | Soolking                       | DIIAS                | 2:19      |           |           |           |           |           |
| 15.       | Zabouza                       | Soolking                       | Nyadjiko             | 2:24      |           |           |           |           |           |
| 16.       | Good Summer                   | Soolking                       | Voluptyk             | 2:35      |           |           |           |           |           |
| 44:30     |                               |                                |                      |           |           |           |           |           |           |

| Bonus Tracks | Bonus Tracks         | Bonus Tracks    | Bonus Tracks    | Bonus Tracks | Bonus Tracks | Bonus Tracks | Bonus Tracks | Bonus Tracks | Bonus Tracks |
| No           | Titre                | Auteur          | Compositeur(s)  | Durée        |              |              |              |              |              |
| ------------ | -------------------- | --------------- | --------------- | ------------ | ------------ | ------------ | ------------ | ------------ | ------------ |
| 17.          | Monstre magnifique   | Soolking        | DIIAS           | 3:05         |              |              |              |              |              |
| 18.          | Bye Bye (feat. Tayc) | Soolking, Tayc  | Nyadjiko        | 2:55         |              |              |              |              |              |
| 19.          | Lela (feat. Rim'K)   | Soolking, Rim'K | JY Prod, Seysey | 2:48         |              |              |              |              |              |
| 20.          | Fada                 | Soolking        | Zak Cosmos      | 2:46         |              |              |              |              |              |
| 11:34        |                      |                 |                 |              |              |              |              |              |              |

## Clips vidéo
- Fada : 5 juin 2021
- Bye Bye (feat. Tayc) : 10 septembre 2021
- Lela (feat. Rim'K) : 16 novembre 2021
- Suavemente : 23 février 2022
- Askim (feat. Reynmen) : 13 mai 2022
- Balader (feat. Niska) : 22 juin 2022
- Baila (feat. Kendji Girac) : 13 juillet 2022

## Titres certifiés

### France
- Suavemente  Diamant[7]
- Balader (feat. Niska)  Diamant[12]
- Bye Bye (feat. Tayc)  Or[13]
- Baila (feat. Kendji Girac)  Or[14]
- Fada  Or

### Belgique
- Sans visa  Platine[15]

## Accueil commercial
Soolking prend la deuxième place du Top Albums la semaine de la sortie de son projet qui s'est écoulé à 8 617 exemplaires (1 441 en physique, 137 en digital et 7 039 en streaming). Le 11 août 2022, l'album est certifié disque d'or en atteignant les 50 000 ventes. Le 22 décembre 2022, il est certifié disque de platine en atteignant les 100 000 ventes.

## Classements et certifications

### Classements hebdomadaires
| Classements (2022)           | Meilleure position |
| ---------------------------- | ------------------ |
| France (SNEP)                | 2                  |
| Belgique (Wallonie Ultratop) | 9                  |
| Belgique (Flandre Ultratop)  | 136                |
| Suisse (Schweizer Hitparade) | 25                 |
| Suisse (Charts Romandie)     | 21                 |

### Ventes et certifications
| Région                                                                                                 | Certification | Ventes/Streams |
| --- | ------------- | -------------- |
| France (SNEP)                                                                                          | 2 × Platine   | 200 000*       |
| Belgique (BEA)                                                                                         | 2 × Platine   | 20 000*        |
| *Ventes selon la certification ^Mise en rayon selon la certification xNon précisé par la certification |               |                |